# Thới Sơn (eiland)
Thới Sơn is een eiland in de rivier de Tiền in de Vietnamese provincie Bến Tre. Over het eiland gaat de Rạch Miễubrug, maar deze brug is vanaf het eiland niet te bereiken. De Tiền is een van de vele takken van de Mekong.